# Castillo de la Muela (Monroyo)
El castillo de la Muela o castillo de Mont-roig es un castillo, ahora en ruinas, que se encontraba en una colina encima de la localidad de Monroyo. está catalogado como zona arqueológica
Su origen es de época musulmana o anterior. Fue ocupado por Alfonso el Batallador el 1132, pero se perdió ante los almorávides y la reconquista definitiva fue de Ramón Berenguer IV. En 1460 Juan II tuvo cautivo a su hijo, el príncipe de Viana. Durante la Primera Guerra Carlista quedó prácticamente destruido.
La colina donde se sitúa tiene la cumbre plana, alargada en sentido norte-sur, de unos 120 metros de largo y unos 17 de anchura máxima. Tiene buenas condiciones de defensa, cercado por acantilados por todas partes, y parece que en todo el perímetro había una muralla. En el extremo sur de esta cumbre están los restos de lo que debía de ser la construcción central del castillo.
Más abajo hay otra altiplanicie que también debía de ser aprovechada por la fortificación medieval, y dónde ahora se puede ver la torre de las Horas, que es una torre de señales de la época de las guerras carlistas a la que posteriormente se le instaló un reloj.